# Sérvia e Montenegro nos Jogos Olímpicos de Verão de 2004
Sérvia e Montenegro competiu nos Jogos Olímpicos de Verão de 2004, em Atenas, na Grécia.

## Medalhistas
| Atleta | Esporte       | Evento                      | Medalha |
| --- | ------------- | --------------------------- | ------- |
| Aleksandar Ciric Vladimir Gojkovic Danilo Ikodinović Viktor Jelenic Predrag Jokic Nikola Kuljaca Slobodan Nikic Aleksandar Sapic Dejan Savic Denis Sefik Petar Trbojevic Vanja Udovicic Vladimir Vujasinovic Técnico: Nenad Manojlovic | Polo aquático | Masculino                   | Prata   |
| Jasna Šekarić | Tiro          | Pistola de ar 10 m feminino | Prata   |

## Desempenho

### Atletismo
Masculino
Pista
| Atleta       | Prova                    | Eliminatórias | Eliminatórias | Quartos-finais | Quartos-finais | Semifinal   | Semifinal   | Final       | Final       |
| Atleta       | Prova                    | Resultado     | Pos.          | Resultado      | Pos.           | Resultado   | Pos.        | Resultado   | Pos.        |
| ------------ | ------------------------ | ------------- | ------------- | -------------- | -------------- | ----------- | ----------- | ----------- | ----------- |
| Nenad Lončar | 110 metros com barreiras | 14s02         | 45°           | Não avançou    | Não avançou    | Não avançou | Não avançou | Não avançou | Não avançou |

Campo
| Atleta         | Prova             | Eliminatórias | Eliminatórias     | Final       | Final       |
| Atleta         | Prova             | Resultado     | Pos.              | Resultado   | Pos.        |
| -------------- | ----------------- | ------------- | ----------------- | ----------- | ----------- |
| Dragutin Topić | Salto em altura   | 2.28          | 9º (6º grupo A)   | 2.29        | 10º (SB)    |
| Dragan Perić   | Arremesso de peso | 18.91         | 32º (17º grupo B) | Não avançou | Não avançou |

Estrada
| Atletas            | Evento                | Final   | Final |
| Atletas            | Evento                | Res.    | Pos.  |
| ------------------ | --------------------- | ------- | ----- |
| Predrag Filipović  | 20 km marcha atlética | 1:31.35 | 39º   |
| Aleksandar Raković | 50 km marcha atlética | 4:02.06 | 23º   |

Feminino
Campo
| Atleta            | Prova              | Eliminatórias | Eliminatórias     | Final       | Final       |
| Atleta            | Prova              | Resultado     | Pos.              | Resultado   | Pos.        |
| ----------------- | ------------------ | ------------- | ----------------- | ----------- | ----------- |
| Dragana Tomašević | Arremesso de disco | 54.44         | 38º (20º grupo B) | Não avançou | Não avançou |

Estrada
| Atletas        | Evento   | Final   | Final |
| Atletas        | Evento   | Res.    | Pos.  |
| -------------- | -------- | ------- | ----- |
| Olivera Jevtić | Maratona | 2:31:15 | 6º    |

### Basquetebol
Masculino
| Equipe | Fase de grupos                                                                                           | Fase de grupos | Quartas de final       | Semifinal              | Final                                    | Pos. |
| Equipe | Adversário e resultado                                                                                   | Pos.           | Adversário e resultado | Adversário e resultado | Adversário e resultado                   | Pos. |
| --- | --- | -------------- | ---------------------- | ---------------------- | ---------------------------------------- | ---- |
| Vule Avdalović Miloš Vujanić Dejan Bodiroga Igor Rakocević Vlado Scepanović Aleksandar Pavlović Vladimir Radmanović Predrag Drobnjak Nenad Krstić Đuro Ostojić Petar Popović Dejan Tomašević | ESP Espanha D 68-76 ITA Itália V 74-72 ARG Argentina D 82-83 CHN China D 66-67 NZL Nova Zelândia D 87-90 | 6º (gr. A)     | Não avançou            | Não avançou            | Disputa do 11º lugar: ANG Angola V 85-62 | 11º  |

### Remo
| S | Classificado(a) para as semifinais |    |                        | FA | Final A (disputa de medalhas) |  |  | FD | Final D (sem medalhas) |
| Q | Classificado(a) para as quartas    | FB | Final B (sem medalhas) | FE | Final E (sem medalhas)        |  |  |    |                        |
| R | Classificado(a) para a repescagem  | FC | Final C (sem medalhas) | FF | Final F (sem medalhas)        |  |  |    |                        |

### Vela
| M   | Regata da Medalha da qual só participam os dez primeiros colocados das regatas anteriores  |  |  | CAN | Regata cancelada |
| BFD | Desclassificado por bandeira preta (Black Flag Disqualified)                               |  |  |     |                  |
| UFD | Desclassificado por bandeira "U" (U Flag Disqualified)                                     |  |  |     |                  |
| OCS | Largada queimada (On the Course Side of the starting line)                                 |  |  |     |                  |
| DNE | Desclassificação sem eliminação (infração a um item do regulamento da prova – Did Not End) |  |  |     |                  |